# Conor Garland
Conor Garland (* 11. března 1996) je profesionální americký hokejový útočník momentálně hrající v týmu Vancouver Canucks v severoamerické lize NHL. Byl draftován v roce 2015 v 5. kole jako 123. celkově klubem Arizona Coyotes. Spolu s americkou hokejovou reprezentací vybojoval na MS 2021 bronzové medaile.

## Klubové statistiky
| Sezona     | Klub               | Soutěž     | Základní část | Základní část | Základní část | Základní část | Základní část | Play off | Play off | Play off | Play off | Play off |
| Sezona     | Klub               | Soutěž     | Z             | G             | A             | B             | TM            | Z        | G        | A        | B        | TM       |
| ---------- | ------------------ | ---------- | ------------- | ------------- | ------------- | ------------- | ------------- | -------- | -------- | -------- | -------- | -------- |
| 2012–13    | Moncton Wildcats   | QMJHL      | 26            | 6             | 11            | 17            | 16            | 5        | 0        | 0        | 0        | 0        |
| 2013–14    | Moncton Wildcats   | QMJHL      | 51            | 24            | 30            | 54            | 39            | 6        | 2        | 3        | 5        | 2        |
| 2014–15    | Moncton Wildcats   | QMJHL      | 67            | 35            | 94            | 129           | 66            | 16       | 3        | 22       | 25       | 17       |
| 2015–16    | Moncton Wildcats   | QMJHL      | 62            | 39            | 89            | 128           | 97            | 17       | 5        | 10       | 15       | 18       |
| 2016–17    | Tucson Roadrunners | AHL        | 55            | 5             | 9             | 14            | 37            | —        | —        | —        | —        | —        |
| 2017–18    | Tucson Roadrunners | AHL        | 55            | 8             | 19            | 27            | 40            | 9        | 1        | 4        | 5        | 6        |
| 2018–19    | Tucson Roadrunners | AHL        | 21            | 12            | 13            | 25            | 22            | —        | —        | —        | —        | —        |
| 2018–19    | Arizona Coyotes    | NHL        | 47            | 13            | 5             | 18            | 12            | —        | —        | —        | —        | —        |
| 2019–20    | Arizona Coyotes    | NHL        | 68            | 22            | 17            | 39            | 20            | 8        | 1        | 1        | 2        | 0        |
| 2020–21    | Arizona Coyotes    | NHL        | 49            | 12            | 27            | 39            | 26            | —        | —        | —        | —        | —        |
| 2021–22    | Vancouver Canucks  | NHL        | 77            | 19            | 33            | 52            | 36            | —        | —        | —        | —        | —        |
| 2022–23    | Vancouver Canucks  | NHL        | 81            | 17            | 29            | 46            | 31            | —        | —        | —        | —        | —        |
| NHL celkem | NHL celkem         | NHL celkem | 322           | 83            | 111           | 194           | 125           | 8        | 1        | 1        | 2        | 0        |

### Reprezentační statistiky
| 2021            | USA             | MS              | 10 | 6 | 7 | 13 | 6 | Bronzová medaile |
| Senioři celkově | Senioři celkově | Senioři celkově | 10 | 6 | 7 | 13 | 6 |                  |